# لودفيغ الخامس (لاندغراف هسن-دارمشتات)
لودفيغ الخامس (بالألمانية: Ludwig؛ 24 سبتمبر 1577 - 27 يوليو 1626)؛ كان لاندغراف هسن-دارمشتات منذ 1596 حتى وفاته.

## السيرة الذاتية
وُلِد في 24 سبتمبر 1577 وهو ابن غيورغ الأول لاندغراف هسن-دارمشتات وماغدالينه ابنة برنارد الثامن كونت ليبه، يعتبر والده أصغر أبناء المشهور فيليب الشهم لاندغراف هسن وزوجته الأولى كريستين الساكسونية، وأيضا كان أول حكام هسن-دارمشتات وذلك بعد تقسيم 1567 بعد وفاة فيليب الشهم، واستمرت لاندغريفية في الوجود حتى انحلال الإمبراطورية في 1806.
في عام 1604 ورث جزءًا من هسن-ماربورغ بعد وفاة عمه لودفيغ الرابع الذي لم يكن له أطفال، في حين ذهب النصف الآخر إلى ابن عمه موريس لاندغراف هسن-كاسل، ولكن بما أن موريس كان كالفينيًا، فقد ادعى لودفيغ المنطقة بأكملها، في 1607 أسس بعض أساتذة اللوثريون من جامعة ماربورغ الذين رفضوا التحول إلى الكالفينية جامعة غيسن التي أطلق عليها اسم لودوفيتشيانا، تيمناً له.
أدى ذلك إلى صراع الذي أصبح جزءاً من حرب الثلاثين عامًا بحيث وقف لودفيغ الخامس إلى جانب الإمبراطور الكاثوليكي، وفي حين كان ابن عمه موريس إلى جانب البروتستانت، عانت هسن-دارمشتات بشدة من ويلات السويديين أثناء الصراع، توفي لاندغراف في عام 1626 وخلفه ابنه غيورغ الثاني.
في عام 1722 أطلق يوهان غيورغ يبكنخت عالم الفلك في جامعة غيسن اسم "سيدوس لودوفيتشيانا" على نجم اعتقد منه كوكب،على اسمه.

## الذرية
في 5 يونيو 1598 تزوج لودفيغ الخامس من ماغدالينه (7 يناير 1582 - 4 مايو 1616)؛ ابنة يوهان غيورغ ناخب براندنبورغ وزوجته الثالثة إليزابيث فون أنهالت-تسربست، أثرت وفاتها في 1616 على لودفيغ بشدة لدرجة أنه ذهب في رحلة حج إلى الأراضي المقدسة في 1618-1619، مما أدى إلى الشك في أنه يريد التحول إلى الكاثوليكية، وأنجبت له:-

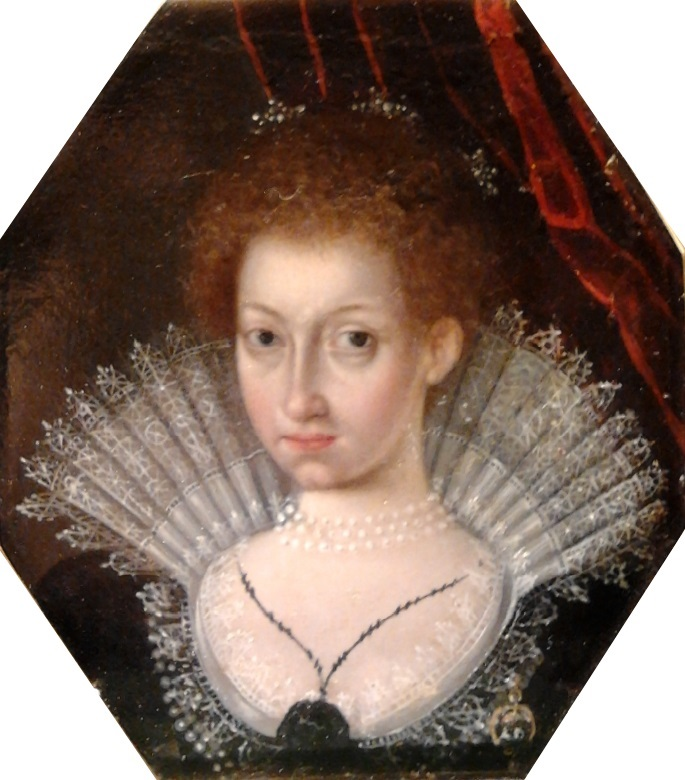
زوجته ماغدالينه.

- إليزابيث ماغدالينه (23 أبريل 1600 - 9 يونيو 1624)؛ تزوجت لودفيغ فريدرش ، دوق فورتمبيرغ-مونبليار، لهم أبناء.
- آن إليونوره (30 يوليو 1601 - 6 مايو 1659)؛ تزوجت من غيورغ دوق براونشفايغ-لونيبورغ، لهم ذرية فهما أجداد كريستيان الخامس ملك الدنمارك والنرويج وجورج الأول ملك بريطانيا العظمى.
- صوفي أغنيس (12 يناير 1604 - 8 سبتمبر 1664)؛ تزوجت من يوهان فريدرش كونت بالاتينات-زولتسباخ-هيلبولتشتاين، لهم أبناء توفوا صغار.
- غيورغ الثاني (17 مارس 1605 - 11 يونيو 1661)؛ خليفة والده.
- يوليانا (14 أبريل 1606 - 15 يناير 1659)؛ تزوجت من أولريخ الثاني كونت فريزيا الشرقية، لهم ذرية.
- أمالي (20 يونيو 1607 - 11 سبتمبر 1627).
- يوهان (17 يونيو 1609 - 1 أبريل 1651)؛ لاندغراف هسن-براوباخ، كان جندياً.
- هاينريش (1 أبريل 1612 - 21 أكتوبر 1629).
- هيدفيغ (22 يونيو 1613 - 2 مارس 1614).
- لودفيغ (12 - 16 سبتمبر 1614).
- فريدرش (28 فبراير 1616 - 19 فبراير 1682)؛ أصبح كاردينال كاثوليكياً.